# Tetrastichium fontanum
Tetrastichium fontanum là một loài Rêu trong họ Hookeriaceae. Loài này được (Mitt.) Cardot mô tả khoa học đầu tiên năm 1908.